# نهر كامبلز
نهر كامبلز (بالإنجليزية: Campbells River)‏ هو نهر في ولاية نيو ساوث ويلز في أستراليا, يتدفق من غابات ولاية فولكان Vulcan القريبة من جبال ديفيد, ليلتقي مع نهر السمك على بعد 9 كيلومترات (5.6 ميل) جنوب باتهورست حيث يصبح نهر ماكواري.